# Поход на владения Шибанидов (1508)
Поход на владения Шибанидов (1508) (также Поход на Мавараннахр, Завоевание Мавераннахра, Казахский поход) — набег Ахмета и Жаниша во главе 50 тысячного войска на Самарканд и Бухару.

## Предыстория
Решение о походе против Казахского ханства было принято летом 1507 года, после присоединения Герата к владениям Шейбанидов. Само вторжение, произошло в конце 1507 или начале 1508 года.
По данным «Тарих-и Рашиди» Мирзы Мухаммеда Хайдара, зимой того года Шейбани-хан прибыл в Мавераннахр, чтобы возглавить поход на Дешт-и Кипчак. Он вторгся на казахские земли, а затем весной вернулся в Хорасан. Его войско, пройдя через Сыгнак, атаковало улус казахского хана Бурундука, заставив того бежать, оставив скот и имущество. После рейда узбекская армия вернулась в Туркестан.

## Ход событий
Осенью 1508 года казахский султан Ахмет, сын влиятельного Жаныш-султана, возглавил армию численностью около 50 тысяч человек и направился в поход на земли, находившиеся под контролем Шибанидов. Согласно источнику «Михман-наме-йи Бухара», целью этого похода было завоевание Мавераннахра. Казахские войска двинулись в сторону Самарканда и Бухары, что создало серьёзную угрозу для этих ключевых городов.
Опасаясь наступления, шибанидские султаны, включая Убайдаллах-султана — племянника Мухаммеда Шейбани-хана, уведомили верховного правителя о складывающейся ситуации. В это время сам Шейбани-хан находился в Хорасане, где вёл военные действия против Тимуридов. Получив известие о приближении казахского войска, он, несмотря на начавшуюся осаду тимуридских крепостей, срочно переправился через Амударью и вернулся в Мавераннахр.
Узнав о прибытии Шейбани-хана и размещении его войск в районе Самарканда и Бухары, Ахмет-султан принял решение отступить и вернуться в свои земли. Однако перед отходом он организовал серию нападений на ряд населённых пунктов, входящих в Самаркандский и Бухарский вилайеты, в том числе на округ Куфин и крепость Дабуси. В результате этих действий были захвачены несколько тысяч человек, а также скот и имущество, ставшие трофеями казахской армии.
После этого войско Ахмет-султана пересекло Бухарскую степь, переправилось через Сырдарью в районе крепости Узгенд и благополучно вернулось в земли, находившиеся под властью Жаныш-султана.

## Значение
Набег Ахмет-султана послужили поводом для нового похода Мухаммеда Шейбани-хана против Казахского ханства. Фазлаллах ибн Рузбихан Исфахани, участник этой кампании, оставил её подробное описание.

## Последствия
Походы Шейбани хана на Казахское ханство в 1509-1510 годах были попытками ослабить казахов и укрепить позиции Шейбанидов. В январе 1509 года, заручившись поддержкой мусульманского духовенства, Шейбани хан начал «священную войну» против казахов, обвинив их в язычестве и торговле мусульманскими рабами.
Его армия, насчитывавшая до 300 тысяч человек, вторглась в казахские земли, разоряя улусы и захватывая пленных. Однако суровая зима и сопротивление казахов, особенно под руководством Касым-хана, не позволили достичь решающего успеха, особенно катастрофой стало то, что Мойунсиз-Хасан разбил узбекскую армию. В том же году он погиб в битве с Сефевидами под Мервом.